# Autoflotte

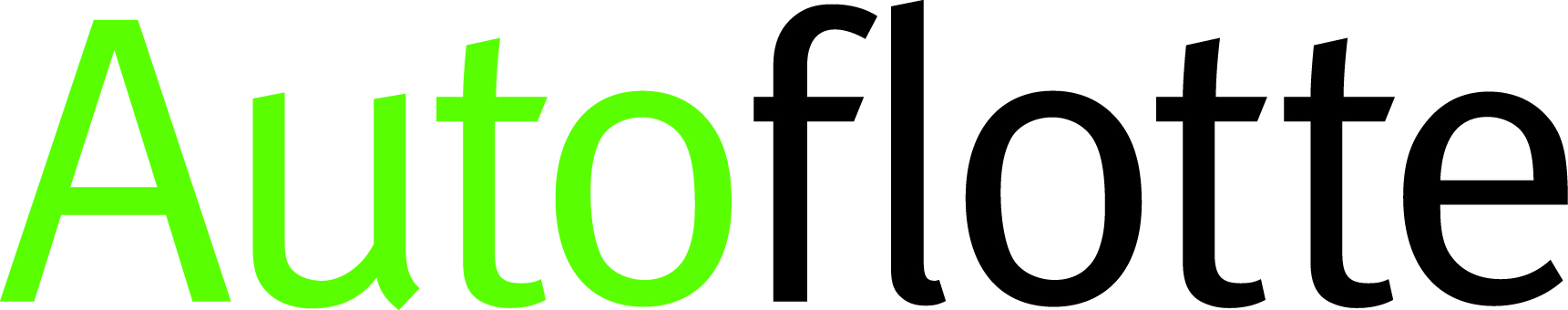

Autoflotte ist eine Fachzeitschrift für Fuhrparkmanagement, Fuhrparkbetreiber und Unternehmer im deutschsprachigen Raum. Das Magazin bringt Artikel zu Themen wie TCO-Optimierung, alternativen Antrieben, Fuhrpark-Portraits, Marktübersichten, Fahrberichten sowie aktuelle Marktdaten im Bereich Fuhrparks. In jeder Ausgabe werden Schwerpunkte aus den Bereichen Automobil, Flottenmanagement & Mobilität, Transporter, Recht & Steuern näher beleuchtet. Abgerundet wird das Angebot durch die Website www.autoflotte.de sowie die News-App sowie nützlichen Tools für das Fuhrparkmanagement. Die Marke umfasst weiterhin einen 3× wöchentlich erscheinenden Newsletter.
Autoflotte wird im Verlag Auto Business Media, einer Marke der Tecvia GmbH (ehemals Springer Fachmedien München GmbH) herausgegeben.
Die Zeitschrift hat eine tatsächliche verbreitete Auflage von 25.000 Exemplaren im 3. Quartal 2019.
Zusätzlich prämiert Autoflotte seit 2015 im Rahmen des FuhrparkMonitors einmal im Jahr die TopPerformer der Branche in verschiedenen Hersteller- und Dienstleister-Kategorien. Die Auswertung übernehmen zwei renommierte Marktforschungsinstitute. 2014 wurde die Verleihung abgesagt, da es Unregelmäßigkeiten bei der Auszählung der Stimmen gab. Der damalige Chefredakteur Andreas Dünkelmeyer verließ den Verlag.